# بازی خطرناک
بازی خطرناک فیلمی به کارگردانی مهدی رئیس فیروز و نویسندگی احمد نجیب زاده ساختهٔ سال ۱۳۴۸ است.

## بازیگران
- نادر صغیری
- محمد فرزین
- سپیده
- مجید فریدفر
- شهروز رامتین
- مینا